# Spermacoce ocymoides
Spermacoce ocymoides là một loài thực vật có hoa trong họ Thiến thảo. Loài này được Burm.f. miêu tả khoa học đầu tiên năm 1768.

## Hình ảnh

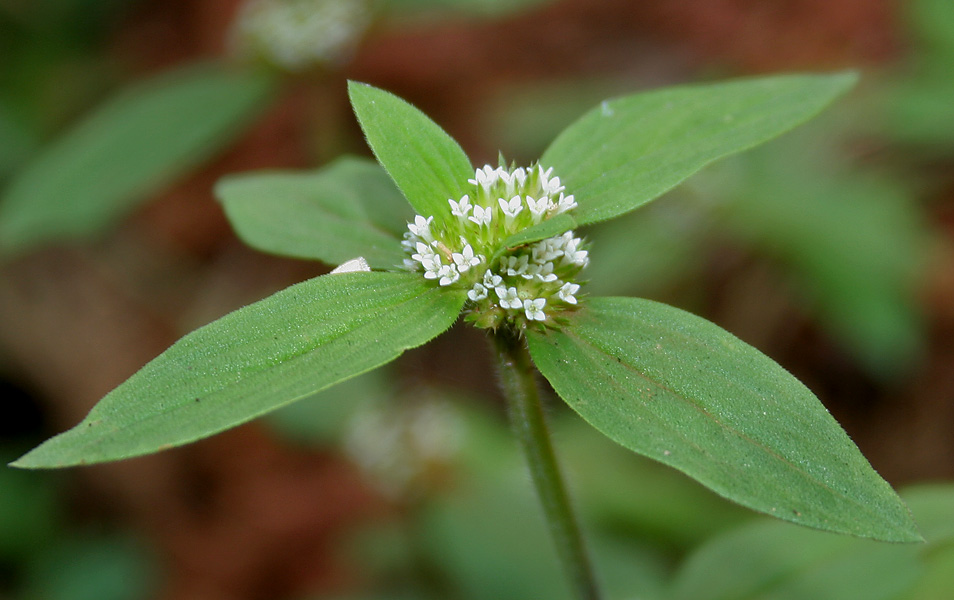
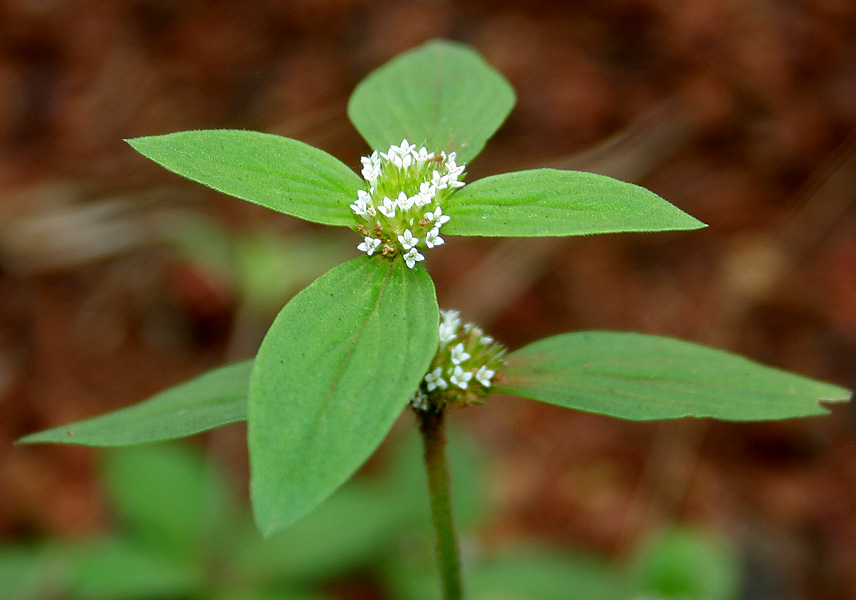
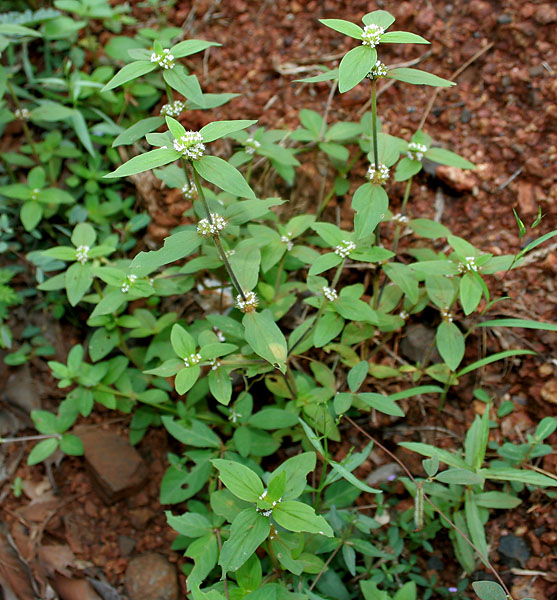
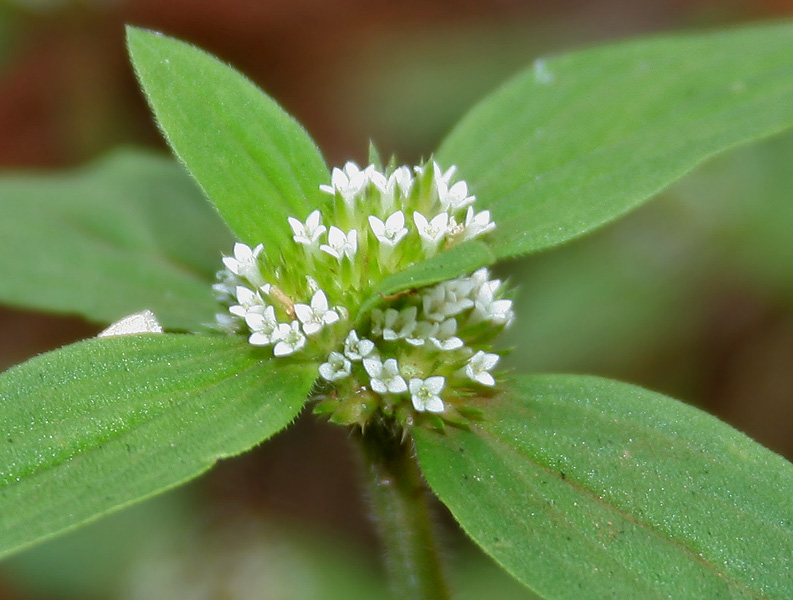